# Jogos Pan-Americanos de 2023
Os Jogos Pan-Americanos de 2023, oficialmente denominados como XIX Jogos Pan-Americanos e coloquialmente Santiago 2023, foram um evento multiesportivo que foi realizado entre 20 de outubro e 5 de novembro de 2023 na cidade de Santiago, capital do Chile. Apesar da cidade ter sido escolhida por três vezes sede de diferentes edições dos Jogos Pan Americanos, a edição de 2023 foi a primeira vez que foi de fato realizado no país, já que as edições de 1975 e 1987 foram transferidas para a Cidade do México e Indianápolis, respectivamente, e a edição de inverno de 1993 foi cancelada.
Sob auspício da Panam Sports, foram realizados eventos em 39 locais da Região Metropolitana de Santiago e três outras regiões do Chile. Os Jogos Pan-Americanos, assim como os subsequentes Jogos Parapan-Americanos de 2023 foram organizados pelo comitê "Corporação Santiago 2023", criado pelo então presidente da república, Sebastián Piñera, que seria a responsável pelas obras e organizações do Pan e Parapan.

## Processo de candidatura
Foram apresentadas duas propostas para sediar os Jogos Pan-Americanos de 2023, com as candidaturas de Santiago, no Chile, e Buenos Aires, na Argentina. Em 1 de fevereiro de 2017, a então Organização Desportiva Pan-Americana (atual Panam Sports) anunciou as duas cidades como candidaturas oficiais. Buenos Aires retirou sua candidatura em abril de 2017 por não ter os recursos financeiros ou logísticos necessários para sediar este evento e os Jogos Olímpicos de Verão da Juventude de 2018.

### Eleição da cidade-sede
Durante o processo de candidatura, o presidente do Comitê Olímpico do Chile afirmou que a cidade de Santiago tentaria novamente ser a sede dos Jogos Pan-Americanos, após ter perdido a disputa de 2019 para a capital peruana, Lima. No projeto, a cidade iria usar toda a infraestrutura existente, construída para os Jogos Sul-Americanos de 2014, com a adição de novas obras. Além disso, ele prometeu que iria corrigir todos os erros das candidaturas anteriores. Santiago foi escolhida duas vezes como sede dos Jogos Pan-Americanos, a primeira para o evento de 1975 e a segunda para a edição de 1987, mas questões políticas e financeiras forçaram a renúncia da cidade, em ambos os casos.
Com a desistência da candidatura de Buenos Aires, em 4 de novembro de 2017 Santiago foi oficialmente escolhida por unanimidade como sede dos Jogos Pan-Americanos de 2023 em evento realizado em Praga, capital da República Checa.

## Organização

### Mudança de datas
Originalmente, a cidade havia apresentado em seu programa o período de 7 a 25 de outubro para a realização do evento. No entanto, devido às condições climáticas extremas da cidade, houve a necessidade de alterar o calendário para o período de 22 de outubro a 5 de novembro. Com isso, esta foi a edição mais tardia da história do evento, ultrapassando os Jogos Pan-Americanos de 2011, em Guadalajara, que foram realizados de 14 a 30 de outubro.

### Locais de competição

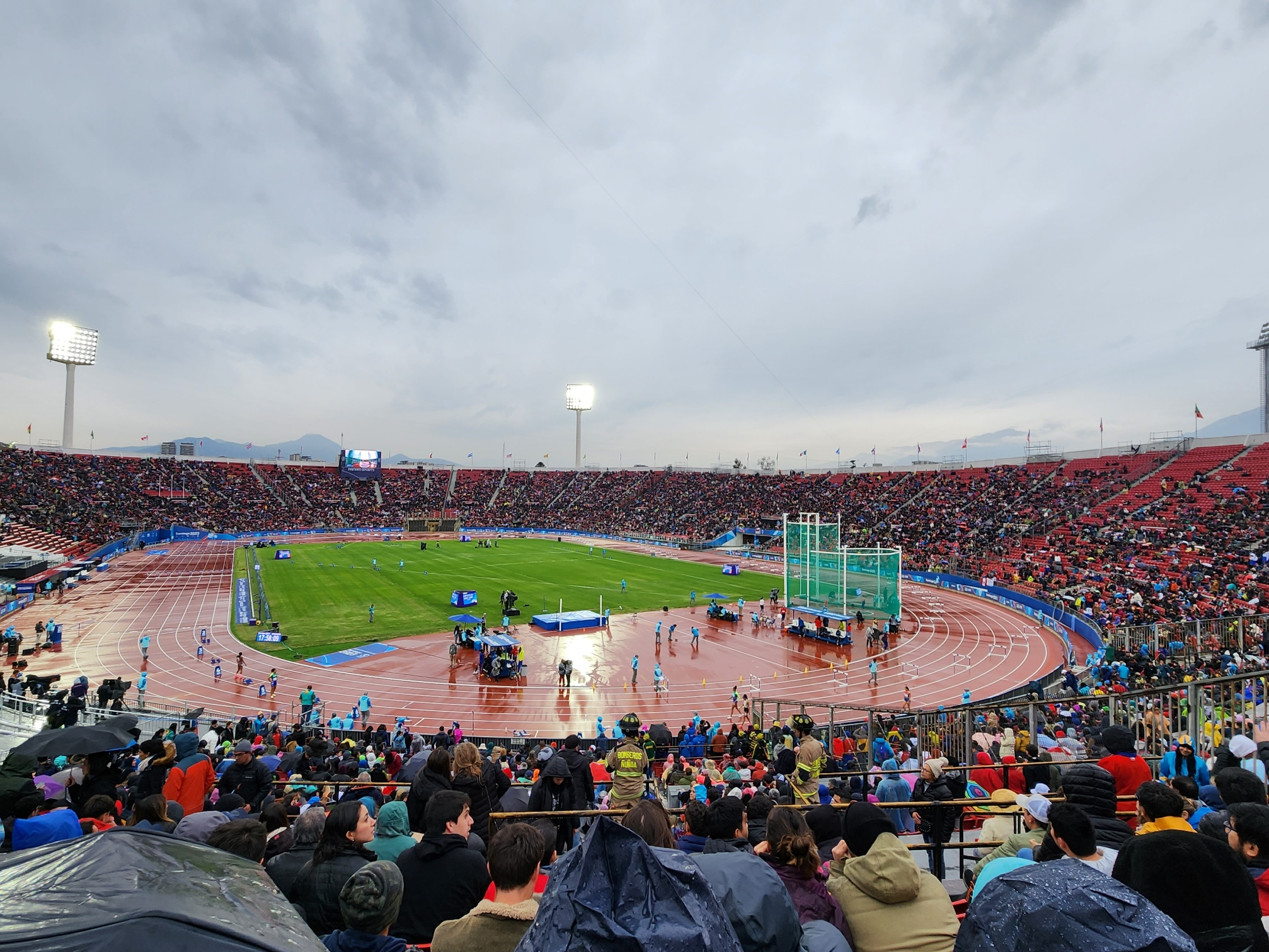
Estádio Nacional durante as competições de atletismo

De acordo com os planos apresentados no cronograma como cidade candidata, foram reaproveitados os diversos locais de competições já usados nos Jogos Sul-Americanos de 2014, que passaram por reformas e algumas modificações. Foi o caso do Estádio Nacional de Chile e suas instalações no entorno. Inicialmente, chegou a se cogitar a construção de um campo exclusivo de atletismo (o que acabou acontecendo, mas seu uso acabou restrito aos Jogos Parapan-Americanos) e a realização das provas por lá. O motivo alegado seria que a pista do Estádio Nacional não atendia aos padrões pan-americanos e também se especulava a extinção da pista, deixando o local reservado apenas para as cerimônias oficiais. Porém, na divulgação oficial dos locais, o atletismo acabou sendo confirmado no "Coliseu", como o estádio é conhecido, retornando assim para a instalação principal dos Jogos, o que não ocorria desde Santo Domingo 2003. Algumas competições estavam programadas para ocorrer também nas regiões de Valparaíso, Algarrobo, Viña del Mar, Pudahuel, Rancagua, Los Andes e Mostazal. Por fim, além dos locais em Santiago e Região Metropolitana, foram utilizados para os Jogos recintos em Valparaíso, O'Higgins e Bío-Bío.
O Parque Bicentenário, localizado na região de Cerrillos, recebeu a Vila Pan-americana, cujas obras iniciaram em 2021. Além da Vila, o local também foi ampliado com a construção do Centros de Treinamento Olímpico para o beisebol e o softbol e foi a sede da escalada, que estava inicialmente prevista para a Esplanada do Estádio Nacional. Inicialmente previstos para acontecerem no CTO, o voleibol e o voleibol de praia foram transferidos para a Movistar Arena (por razões comerciais, o local usou o nome Arena Parque O'Higgins durante o Pan) e para um campo exclusivo no Parque Peñalolén, respectivamente, por falta de recursos.
Em 7 de janeiro de 2020, foi apresentado para o público a planta principal contendo os locais das competições. Os Jogos se concentrarão em três principais zonas de Santiago. O Estádio Nacional, que abrigou as principais competições dos Jogos, ganhando um campo exclusivo para o hóquei sobre a grama. Além dos Centros de Treinamento Olímpico, também houve a construção de dois "Centro Elige Vivir Sano" (Centro Escolha Viver Saudável), ficando localizados na região de San Ramón e Lo Espejo.
Numa reunião virtual realizada em 1 de junho de 2020, foi anunciado o início das obras no mesmo mês, começando pela área desportiva do Estádio Nacional, onde os locais já existentes passaram por reformas, além da construção do estádio de hóquei e a transformação de um velódromo abandonado em um ginásio para a ginástica. O orçamento previsto foi de 506,7 milhões de dólares cobrindo também os gastos da infraestrutura. Em 25 de novembro do mesmo ano foram apresentados para o público a área do Estádio Nacional, que irá receber boa parte das competições, além da união dos locais aos centros de treinamento, sendo ampliado com as construções.
Em 11 de outubro de 2023 foram inaugurados pelo presidente Gabriel Boric o Centro de Esportes de Contato, o Centro Paralímpico, o Centro Aquático e o Centro de Tênis e Raquetes, localizados dentro da área do Estádio Nacional.
| Instalações esportivas                               | Instalações esportivas                                             |
| Local                                                | Modalidades                                                        |
| ---------------------------------------------------- | ------------------------------------------------------------------ |
| Parque Esportivo Estádio Nacional                    |                                                                    |
| Centro Aquático                                      | Natação Natação artística Polo aquático Saltos ornamentais         |
| Coliseu do Estádio Nacional                          | Atletismo                                                          |
| Centro de Esportes Coletivos                         | Ginástica artística Ginástica rítmica Ginástica de trampolim       |
| Poliesportivo 1                                      | Basquetebol                                                        |
| Esplanada dos Esportes Urbanos                       | Ciclismo BMX estilo livre Skate                                    |
| Centro de Esportes Paralímpicos                      | Esgrima                                                            |
| Centro Esportivo de Hóquei sobre Grama               | Hóquei sobre a grama                                               |
| Centro de Esportes de Contato                        | Caratê Judô Taekwondo                                              |
| Centro Esportivo de Raquetes                         | Raquetebol Squash                                                  |
| Centro Esportivo de Tênis                            | Tênis                                                              |
| Patinódromo                                          | Patinação de velocidade                                            |
| Parque Bicentenário de Cerrillos                     |                                                                    |
| Centro de Beisebol e Softbol                         | Beisebol Softbol                                                   |
| Muros de Escalada Parque Cerrillos                   | Escalada esportiva                                                 |
| Parque Peñalolén                                     |                                                                    |
| Velódromo                                            | Ciclismo de pista Patinação artística                              |
| Pista BMX                                            | Ciclismo BMX corrida                                               |
| Centro de Tiro com Arco                              | Tiro com arco                                                      |
| Centro de Voleibol de Praia                          | Voleibol de praia                                                  |
| Parque O'Higgins                                     |                                                                    |
| Arena Parque O'Higgins                               | Voleibol                                                           |
| Explanada Campo de Marte                             | Maratona (largada) Marcha atlética (largada)                       |
| Outros locais na Região Metropolitana                |                                                                    |
| Ruas de Santiago                                     | Ciclismo de estrada Maratona (percurso) Marcha atlética (percurso) |
| Polígono de Tiro (Pudahuel)                          | Tiro esportivo                                                     |
| Estádio San Carlos de Apoquindo (Las Condes)         | Ciclismo de montanha                                               |
| Escola Militar (Las Condes)                          | Pentatlo moderno                                                   |
| Estádio Español (Las Condes)                         | Basquetebol 3x3 Pelota basca                                       |
| Centro de Treinamento Olímpico (Ñuñoa)               | Badminton Boxe Lutas Tênis de mesa                                 |
| Prince of Wales Country Club (La Reina)              | Golfe                                                              |
| Ginásio Chimkowe (Peñalolén)                         | Breaking Levantamento de peso                                      |
| Centro de Boliche (La Florida)                       | Boliche                                                            |
| Estádio Municipal (La Pintana)                       | Rugby sevens                                                       |
| Lagoa Los Morros (San Bernardo)                      | Esqui aquático Natação de águas abertas                            |
| Ruas da Isla de Maipo                                | Ciclismo de estrada (contrarrelógio)                               |
| Região de Valparaíso                                 |                                                                    |
| Rio Aconcagua (Los Andes)                            | Canoagem slalom                                                    |
| Escola de Equitação Regimiento Granaderos (Quillota) | Hipismo                                                            |
| Estádio Sausalito (Viña del Mar)                     | Futebol                                                            |
| Ginásio Poliesportivo (Viña del Mar)                 | Handebol                                                           |
| Praia El Sol (Viña del Mar)                          | Triatlo                                                            |
| Estádio Elías Figueroa Brander (Valparaíso)          | Futebol                                                            |
| Confraria Náutica do Pacífico (Algarrobo)            | Vela                                                               |
| Praia El Quisco (El Quisco)                          | Vela (Classe Kites)                                                |
| Região de O'Higgins                                  |                                                                    |
| Punta de Lobos (Pichilemu)                           | Surfe                                                              |
| Região de Bío-Bío                                    |                                                                    |
| Lagoa Grande (San Pedro de la Paz)                   | Canoagem de velocidade Remo                                        |

### Transporte

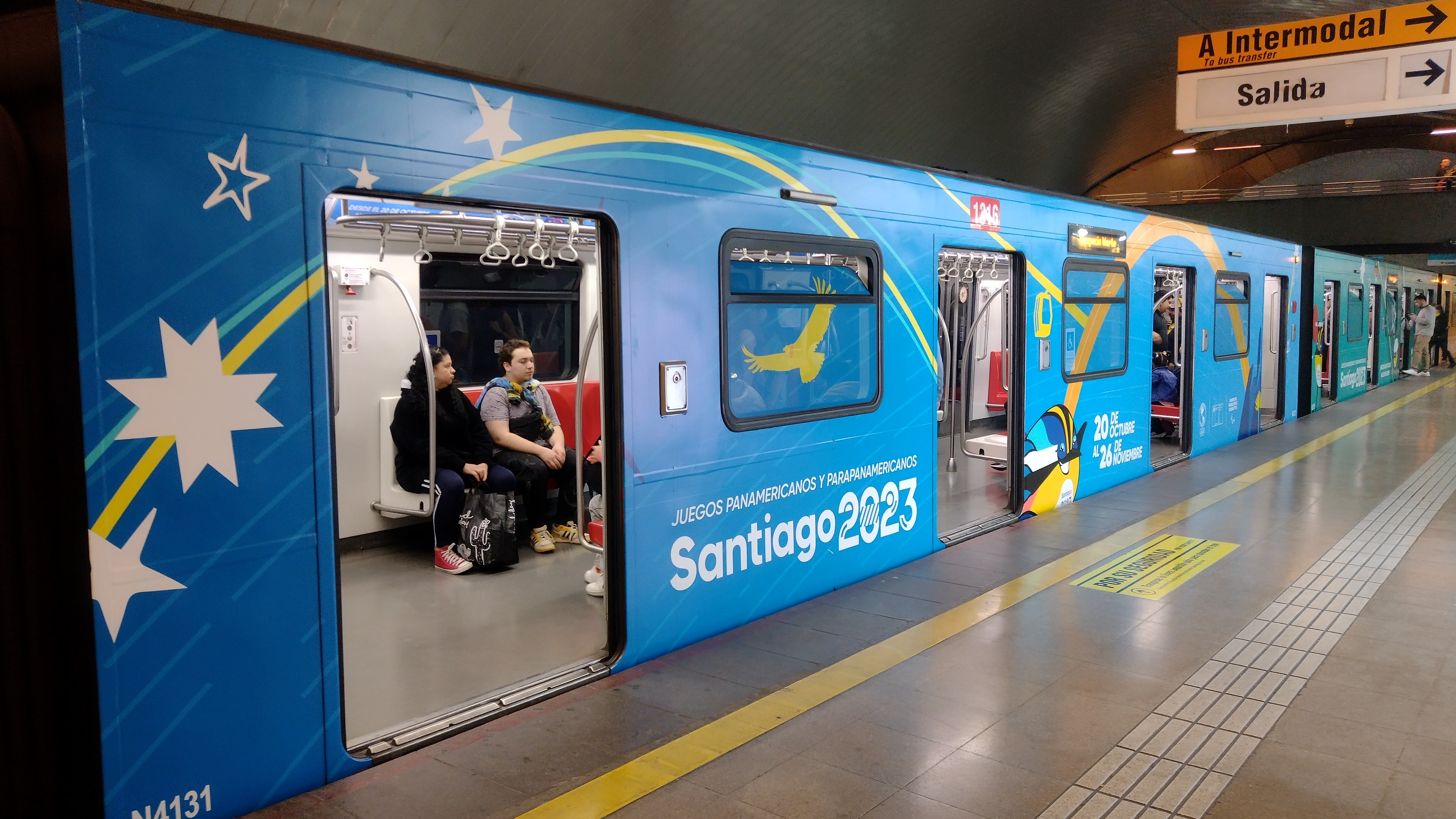
Um dos trens do metrô de Santiago com referências ao Pan

Para os Jogos Pan-Americanos, foi elaborado a criação de um "Corredor Pan-Americano", interligando a Vila Pan-Americana e Parapan-Americana na região de Cerrillos, o Parque O'Higgins, Estádio Nacional e Parque Peñalolen. O corredor tem 20,2 quilômetros de extensão.
A Vila Pan-Americana, que foi construída com investimento privado no norte do Parque Bicentenário Cerrillos, recebeu os cerca de sete mil atletas que chegaram a Santiago e tiveran acesso a partir da estação de metrô Cerrillos (Linha 6). Além disso, está ao lado de importantes rodovias que o conectam ao resto da cidade, como a Avenida General Velásquez, Avenida Pedro Aguirre Cerda, Rota 78 e Avenida Carlos Valdovinos.
Do Parque O'Higgins, são percorridos cinco quilômetros até o Estádio Nacional, ao longo do eixo da Avenida Matta e a continuação da Avenida Grecia. Esta seção também é conectada pelo trem metropolitano: da estação Parque O'Higgins, onde pode facilmente chegar à estação Estádio Nacional com uma transferência da linha 2 para a 6 em Franklin. Estrada para o leste, do Parque Esportivo Estádio Nacional ao Parque Peñalolén, há sete quilômetros de distância, que pode ser coberto pela Avenida Grecia, Avenida Vespucio e José Arrieta.

### Ingressos
As vendas dos ingressos tiveram início em 12 de julho de 2023, quanto completaram 100 dias para o início dos Jogos Pan-Americanos. Entre os valores anunciados, os custos variavam de 4 600 a 9 200 pesos chilenos, com o benefício de 15% a 50% de desconto para as compras online. As vendas são patrocinadas pela empresa Puntotiket e a escolha dos lugares é de acordo com a ordem de chegada. À exceção fica para as modalidades como a maratona, marcha atlética, ciclismo de estrada, triatlo, surfe, vela e ciclismo de montanha, que por serem realizados em locais abertos, estão de fora do catálogo de vendas, com entradas gratuitas.
Logo no primeiro dia, segundo a organização, foram vendidos mais de 100 mil ingressos, com a maior procura para as finais, sendo 25 mil ingressos a mais que o início das vendas para o Pan de 2019, além de ter superado também as primeiras 24 horas de vendas da Copa América de 2015. Em 13 de julho, em um novo balanço, as vendas atingiram uma marca recorde de 200 mil ingressos vendidos em 24 horas, com o rápido esgotamento nos dias do ciclismo BMX estilo livre e corrida, as finais da patinação artística tanto no masculino, como no feminino, as finais da natação artística e as finais masculinas do basquetebol, tênis, voleibol de praia e quadra.

## Jogos

### Participantes
40 dos 41 Comitês Olímpicos Nacionais membros da Panam Sports competiram no Pan. A única ausência foi a Guatemala por se encontrar suspensa pelo Comitê Olímpico Internacional em razão da interferência governamental no Comitê Olímpico Nacional local, o que não é permitido pela Carta Olímpica. Apesar disso os atletas do país estavam aptos a competir, porém de maneira neutra, sem referências a bandeira e ao hino nacional guatemalteco.
O número total de atletas não inclui os inscritos no evento de e-sports, já que esse evento fez parte dos Jogos apenas como um esporte de demonstração.

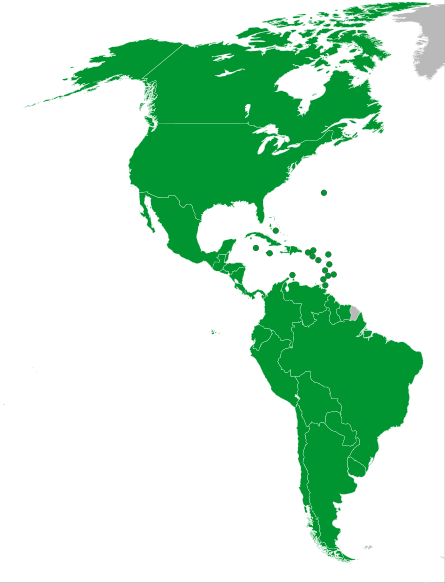
Mapa com todas as nações participantes

| Comitês Olímpicos Nacionais participantes |
| --- |
| - ANT Antígua e Barbuda - ARG Argentina - ARU Aruba - BAH Bahamas - BAR Barbados - BIZ Belize - BER Bermudas - BOL Bolívia - BRA Brasil - CAN Canadá - CHI Chile - COL Colômbia - CRC Costa Rica - CUB Cuba - DMA Dominica - ESA El Salvador - EAI Equipe de Atletas Independentes - ECU Equador - USA Estados Unidos - GRN Granada - GUY Guiana - HAI Haiti - HON Honduras - CAY Ilhas Cayman - ISV Ilhas Virgens Americanas - IVB Ilhas Virgens Britânicas - JAM Jamaica - MEX México - NCA Nicarágua - PAN Panamá - PAR Paraguai - PER Peru - PUR Porto Rico - DOM República Dominicana - LCA Santa Lúcia - SKN São Cristóvão e Neves - VIN São Vicente e Granadinas - SUR Suriname - TTO Trinidad e Tobago - URU Uruguai - VEN Venezuela |

### Esportes

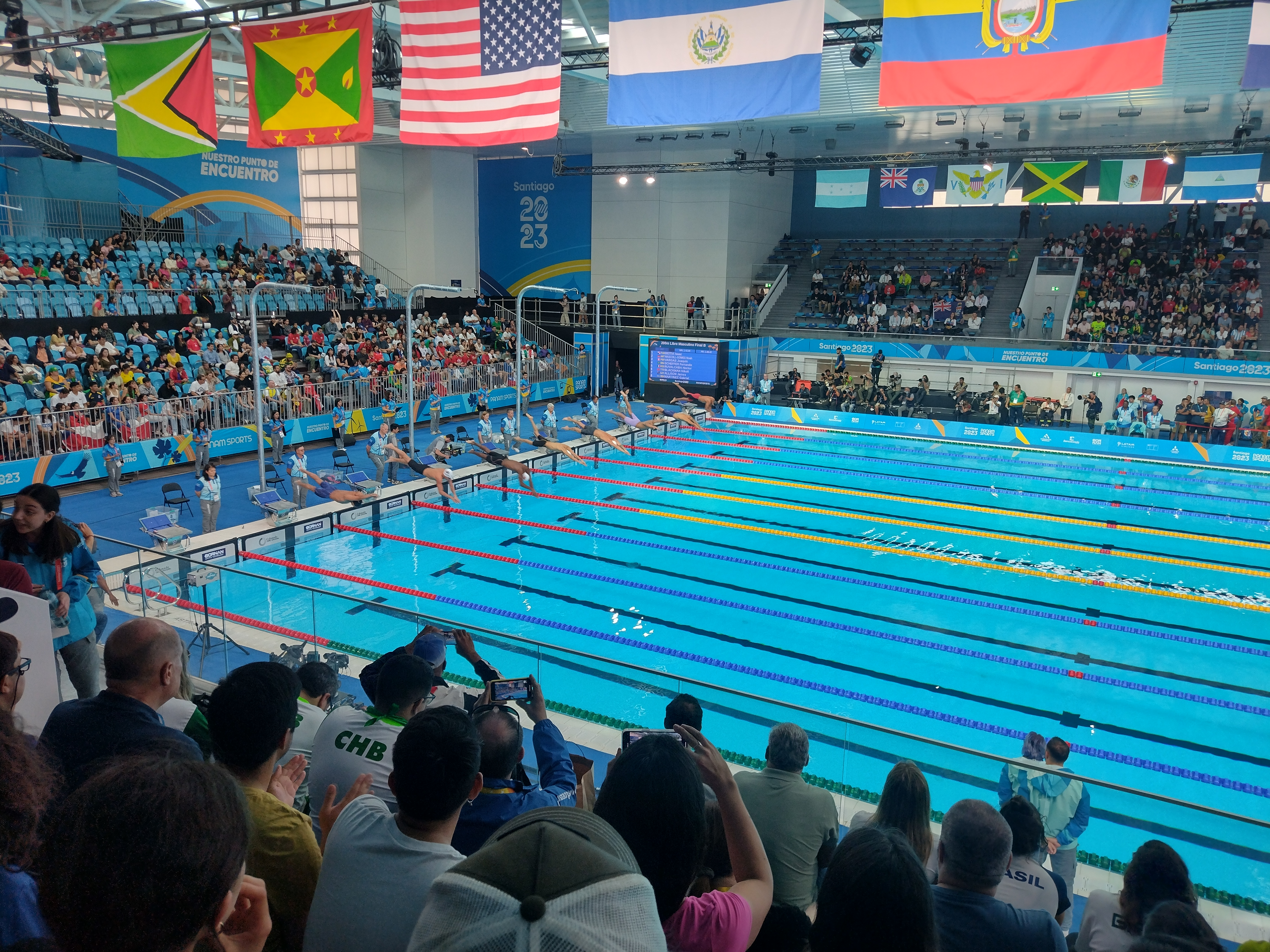
Disputas da natação no Centro Aquático

Em 7 de março de 2020, em uma reunião em Porto Rico, foram definidas as modalidades presentes no Pan de 2023. Foram disputadas 39 modalidades, entre elas a estreia do skate, fazendo parte dos esportes com rodas, junto com a patinação. O esporte deveria ter entrado em 2019, mas devido a impasses entre a Panam Sports e a World Skate America por conta do choque de datas entre competições organizadas pelas entidades, o evento foi excluído. Junto com o skate, a escalada esportiva também foi incluída após entrar no programa olímpico de 2020. Inicialmente houve a exclusão do boliche, squash, fisiculturismo, raquetebol e pelota basca, todos esportes não-olímpicos e sendo que os dois primeiros ficariam de fora pela primeira vez desde 1995. Segundo o comitê organizador, havia uma possibilidade de substituição com a entrada de novas modalidades.
Em 15 de dezembro de 2020, foi divulgada oficialmente a lista de modalidades, com a inclusão do boliche, pelota basca, raquetebol e squash, confirmando apenas a saída do fisiculturismo, totalizando 57 disciplinas de 38 esportes. Com a inclusão do breaking como novo esporte para os Jogos Olímpicos de Verão de 2024, em 25 de junho de 2022 a modalidade também foi adicionada ao Pan, funcionando como uma qualificação olímpica. Com isso, foram confirmados 39 esportes e 60 disciplinas.
Entre as competições presentes, foram mais de 100 vagas diretas para os próximos Jogos Olímpicos em 20 modalidades, além de contar pontos importantes nos rankings de outros oito esportes, se tornando um recorde de qualificações com relação ao Pan de 2019.
Além dos eventos oficiais, uma competição de e-sports também foi disputada, mas sem contar para o quadro de medalhas. Denominado de Pan American Esports Championships (Campeonato Pan-Americano de E-sports, em português), foi realizada em uma fan fest do Estádio Nacional entre 2 e 4 de novembro com o eFootball 2023 e o Dota 2 como modalidades eletrônicas.
Segue-se a lista abaixo, com os esportes que estiveram presentes nos Jogos (o total de eventos para cada um está entre parênteses):
- Atletismo (48) (detalhes)
- Badminton (5) (detalhes)
- Basquetebol  (detalhes) 
  -  Basquetebol (2)
  -  Basquetebol 3x3 (2)
- Beisebol
  -  Beisebol (1) (detalhes) [a]
  -  Softbol (1) (detalhes) [a]
- Boliche (4) (detalhes) [a]
- Boxe (13) (detalhes)
- Breaking (2) (detalhes) [b]
- Canoagem  (detalhes) 
  -  Canoagem slalom (6)
  -  Canoagem velocidade (10)
- Caratê (12) (detalhes)
- Ciclismo  (detalhes) 
  -  BMX (2)
  -  BMX estilo livre (2)
  -  Ciclismo de estrada (4)
  -  Ciclismo de montanha (2)
  -  Ciclismo de pista (12)
- Escalada esportiva (4) (detalhes) [b]
- Esgrima (12) (detalhes)
- Esportes aquáticos
  -  Maratona aquática (2) (detalhes)
  -  Natação (36) (detalhes)
  -  Natação artística (2) (detalhes)
  -  Polo aquático (2) (detalhes)
  -  Saltos ornamentais (10) (detalhes)
- Esqui aquático (10) (detalhes) [a]
  -  Esqui aquático (8)
  -  Wakeboard (2)
- Futebol (2) (detalhes)
- Ginástica  (detalhes) 
  -  Ginástica artística (14)
  -  Ginástica rítmica (8)
  -  Ginástica de trampolim (4)
- Golfe (2) (detalhes)
- Handebol (2) (detalhes)
- Hipismo  (detalhes) 
  -  Adestramento (2)
  -  Concurso completo (2)
  -  Saltos (2)
- Hóquei sobre a grama (2) (detalhes)
- Judô (15) (detalhes)
- Levantamento de peso (10) (detalhes)
- Lutas  (detalhes) 
  -  Luta livre (12)
  -  Luta greco-romana (6)
- Patinação sobre rodas  (detalhes) [a]
  -  Patinação artística sobre rodas (2)
  -  Patinação de velocidade em linha (8)
  -  Skate (2)
- Pelota basca (8) (detalhes) [a]
- Pentatlo moderno (5) (detalhes)
- Raquetebol (7) (detalhes) [a]
- Remo (13) (detalhes)
- Rugby sevens (2) (detalhes)
- Squash (7) (detalhes) [a]
- Surfe (8) (detalhes) [b]
- Taekwondo (13) (detalhes)
- Tênis (5) (detalhes)
- Tênis de mesa (7) (detalhes)
- Tiro esportivo (15) (detalhes)
- Tiro com arco (10) (detalhes)
- Triatlo (3) (detalhes)
- Vela (13) (detalhes)
- Voleibol
  -  Voleibol (2) (detalhes)
  -  Voleibol de praia (2) (detalhes)

1. 1 2 3 4 5 6 7 8  Modalidades pan-americanas
2. 1 2 3  Modalidades olímpicas opcionais que farão parte do programa dos Jogos Olímpicos de Verão de 2024

### Calendário
O calendário oficial dos Jogos Pan-Americanos foi divulgado em 14 de julho de 2022. Os jogos tiveram início dois dias antes da abertura oficial com as eliminatórias do beisebol.
| CA | Cerimônia de abertura | ● | Competições | 1 | Eventos finais | CE | Cerimônia de encerramento |

| Outubro/ Novembro                  | Outubro/ Novembro                  | 18 Qua | 19 Qui | 20 Sex | 21 Sáb | 22 Dom | 23 Seg | 24 Ter | 25 Qua | 26 Qui | 27 Sex | 28 Sáb | 29 Dom | 30 Seg | 31 Ter | 1 Qua | 2 Qui | 3 Sex | 4 Sáb | 5 Dom | Eventos |
| ---------------------------------- | ---------------------------------- | ------ | ------ | ------ | ------ | ------ | ------ | ------ | ------ | ------ | ------ | ------ | ------ | ------ | ------ | ----- | ----- | ----- | ----- | ----- | ------- |
| Cerimônias (abertura/encerramento) | Cerimônias (abertura/encerramento) |        |        | CA     |        |        |        |        |        |        |        |        |        |        |        |       |       |       |       | CE    | —       |
| Atletismo                          | Atletismo                          |        |        |        |        | 2      |        |        |        |        |        |        | 2      | 5      | 5      | 5     | 10    | 8     | 11    |       | 48      |
| Badminton                          | Badminton                          |        |        |        | ●      | ●      | ●      | ●      | 5      |        |        |        |        |        |        |       |       |       |       |       | 5       |
| Basquetebol                        | Basquetebol                        |        |        |        | ●      | ●      | 2      |        | ●      | ●      | ●      | ●      | 1      |        | ●      | ●     | ●     | ●     | 1     |       | 4       |
| Beisebol                           | Beisebol                           | ●      | ●      | ●      | ●      | ●      | ●      | ●      | ●      | ●      | ●      | 1      |        |        |        |       |       |       |       |       | 1       |
| Boliche                            | Boliche                            |        |        |        |        |        |        |        |        |        |        |        |        |        |        |       | 2     | ●     | ●     | 2     | 4       |
| Boxe                               | Boxe                               |        | ●      | ●      | ●      | ●      | ●      | ●      | ●      | ●      | 13     |        |        |        |        |       |       |       |       |       | 13      |
| Breaking                           | Breaking                           |        |        |        |        |        |        |        |        |        |        |        |        |        |        |       |       | ●     | 2     |       | 2       |
| Canoagem                           | Slalom                             |        |        |        |        |        |        |        |        |        | ●      | ●      | 6      |        |        |       |       |       |       |       | 6       |
| Canoagem                           | Velocidade                         |        |        |        |        |        |        |        |        |        |        |        |        |        |        | ●     | ●     | 5     | 5     |       | 10      |
| Caratê                             | Caratê                             |        |        |        |        |        |        |        |        |        |        |        |        |        |        |       |       | 2     | 5     | 5     | 12      |
| Ciclismo                           | BMX                                |        |        |        | ●      | 2      |        |        |        |        |        |        |        |        |        |       |       |       |       | 2     | 4       |
| Ciclismo                           | Montanha                           |        |        |        | 2      |        |        |        |        |        |        |        |        |        |        |       |       |       |       |       | 2       |
| Ciclismo                           | Pista                              |        |        |        |        |        |        | 3      | 2      | 3      | 4      |        |        |        |        |       |       |       |       |       | 12      |
| Ciclismo                           | Estrada                            |        |        |        |        | 2      |        |        |        |        |        |        | 2      |        |        |       |       |       |       |       | 4       |
| Escalada esportiva                 | Escalada esportiva                 |        |        |        | 1      | 1      | 1      | 1      |        |        |        |        |        |        |        |       |       |       |       |       | 4       |
| Esgrima                            | Esgrima                            |        |        |        |        |        |        |        |        |        |        |        |        | 2      | 2      | 2     | 2     | 2     | 2     |       | 12      |
| Esportes aquáticos                 |                                    |        |        |        |        |        |        |        |        |        |        |        |        |        |        |       |       |       |       |       |         |
| Saltos ornamentais                 |                                    |        | ●      | 2      | 2      | 2      | 2      | 2      |        |        |        |        |        |        |        |       |       |       |       | 10    |         |
| Natação artística                  |                                    |        |        |        |        |        |        |        |        |        |        |        |        | ●      |        | 1     | 1     |       |       | 2     |         |
| Natação                            |                                    |        |        | 8      | 7      | 9      | 6      | 6      |        |        |        |        |        |        |        |       |       |       |       | 36    |         |
| Natação em águas abertas           |                                    |        |        |        |        |        |        |        |        |        |        | 2      |        |        |        |       |       |       |       | 2     |         |
| Polo aquático                      |                                    |        |        |        |        |        |        |        |        |        |        |        | ●      | ●      | ●      | ●     | ●     | 2     |       | 2     |         |
| Esqui aquático                     | Esqui aquático                     |        |        |        | ●      | ●      | 5      | 5      |        |        |        |        |        |        |        |       |       |       |       |       | 10      |
| Futebol                            | Futebol                            |        |        |        |        | ●      | ●      |        | ●      | ●      |        | ●      | ●      |        | ●      | ●     |       | 1     | 1     |       | 2       |
| Ginástica                          |                                    |        |        |        |        |        |        |        |        |        |        |        |        |        |        |       |       |       |       |       |         |
| Artística                          |                                    |        |        | 1      | 1      | 2      | 5      | 5      |        |        |        |        |        |        |        |       |       |       |       | 14    |         |
| Rítmica                            |                                    |        |        |        |        |        |        |        |        |        |        |        |        |        | ●      | 2     | 3     | 3     |       | 8     |         |
| Trampolim                          |                                    |        |        |        |        |        |        |        |        |        |        |        |        |        |        |       | ●     | 4     |       | 4     |         |
| Golfe                              | Golfe                              |        |        |        |        |        |        |        |        |        |        |        |        |        |        |       | ●     | ●     | ●     | 2     | 2       |
| Handebol                           | Handebol                           |        |        |        |        |        |        | ●      | ●      | ●      |        | ●      | 1      | ●      | ●      | ●     |       | ●     | 1     |       | 2       |
| Hipismo                            | Adestramento                       |        |        |        |        | ●      | 1      |        | 1      |        |        |        |        |        |        |       |       |       |       |       | 2       |
| Hipismo                            | Concurso completo                  |        |        |        |        |        |        |        |        |        | ●      | ●      | 2      |        |        |       |       |       |       |       | 2       |
| Hipismo                            | Salto                              |        |        |        |        |        |        |        |        |        |        |        |        |        | ●      | 1     |       | 1     |       |       | 2       |
| Hóquei sobre a grama               | Hóquei sobre a grama               |        |        |        |        |        |        |        | ●      | ●      | ●      | ●      | ●      | ●      |        | ●     | ●     | 1     | 1     |       | 2       |
| Judô                               | Judô                               |        |        |        |        |        |        |        |        |        |        | 5      | 4      | 5      | 1      |       |       |       |       |       | 15      |
| Levantamento de peso               | Levantamento de peso               |        |        |        | 3      | 3      | 2      | 2      |        |        |        |        |        |        |        |       |       |       |       |       | 10      |
| Lutas                              | Lutas                              |        |        |        |        |        |        |        |        |        |        |        |        |        |        | 3     | 6     | 6     | 3     |       | 18      |
| Patinação sobre rodas              | Skate                              |        |        |        | 2      | 2      |        |        |        |        |        |        |        |        |        |       |       |       |       |       | 4       |
| Patinação sobre rodas              | Artística                          |        |        |        |        |        |        |        |        |        |        |        |        |        |        |       |       | ●     | 2     |       | 2       |
| Patinação sobre rodas              | Velocidade                         |        |        |        |        |        |        |        |        |        |        |        |        |        |        |       |       |       | 4     | 4     | 8       |
| Pelota basca                       | Pelota basca                       |        |        |        |        |        |        |        |        |        |        |        |        |        | ●      | ●     | ●     | ●     | 4     | 4     | 8       |
| Pentatlo moderno                   | Pentatlo moderno                   |        |        |        | ●      | ●      | 2      |        | 1      | 1      | 1      |        |        |        |        |       |       |       |       |       | 5       |
| Raquetebol                         | Raquetebol                         |        |        |        | ●      | ●      | ●      | 5      | ●      | 2      |        |        |        |        |        |       |       |       |       |       | 7       |
| Remo                               | Remo                               |        |        |        | ●      | ●      | 4      | 4      | 5      |        |        |        |        |        |        |       |       |       |       |       | 13      |
| Rugby sevens                       | Rugby sevens                       |        |        |        |        |        |        |        |        |        |        |        |        |        |        |       |       | ●     | 2     |       | 2       |
| Softbol                            | Softbol                            |        |        |        |        |        |        |        |        |        |        |        |        | ●      | ●      | ●     | ●     | ●     | 1     |       | 1       |
| Squash                             | Squash                             |        |        |        |        |        |        |        |        |        |        |        |        |        | ●      | 2     | ●     | 3     | ●     | 2     | 7       |
| Surfe                              | Surfe                              |        |        |        |        |        |        | ●      | ●      | ●      | ●      | ●      | 2      | 6      |        |       |       |       |       |       | 8       |
| Taekwondo                          | Taekwondo                          |        |        |        | 5      | 4      | 2      | 2      |        |        |        |        |        |        |        |       |       |       |       |       | 13      |
| Tênis                              | Tênis                              |        |        |        |        |        | ●      | ●      | ●      | ●      | ●      | 3      | 2      |        |        |       |       |       |       |       | 5       |
| Tênis de mesa                      | Tênis de mesa                      |        |        |        |        |        |        |        |        |        |        |        | ●      | 1      | 2      | 2     | ●     | ●     | 2     |       | 7       |
| Tiro esportivo                     | Tiro esportivo                     |        |        |        | 2      | 3      | 2      | 1      | 1      | 3      | 3      |        |        |        |        |       |       |       |       |       | 15      |
| Tiro com arco                      | Tiro com arco                      |        |        |        |        |        |        |        |        |        |        |        |        |        |        | ●     | ●     | ●     | 7     | 3     | 10      |
| Triatlo                            | Triatlo                            |        |        |        |        |        |        |        |        |        |        |        |        |        |        |       | 2     |       | 1     |       | 3       |
| Vela                               | Vela                               |        |        |        |        |        |        |        |        |        |        | ●      | ●      | ●      | ●      | ●     | ●     | 7     | 6     |       | 13      |
| Voleibol                           | Voleibol                           |        |        |        | ●      | ●      | ●      | ●      | ●      | 1      |        |        |        | ●      | ●      | ●     | ●     | ●     | 1     |       | 2       |
| Voleibol                           | Voleibol de praia                  |        |        |        | ●      | ●      | ●      | ●      | ●      | ●      | 2      |        |        |        |        |       |       |       |       |       | 2       |
| Total de eventos                   | Total de eventos                   |        |        |        | 26     | 29     | 34     | 36     | 28     | 12     | 21     | 9      | 24     | 19     | 10     | 15    | 25    | 40    | 71    | 24    | 423     |
| Total acumulativo                  | Total acumulativo                  |        |        |        | 26     | 55     | 89     | 125    | 153    | 165    | 186    | 195    | 219    | 238    | 248    | 263   | 288   | 328   | 399   | 423   | —       |
| Outubro/ Novembro                  | Outubro/ Novembro                  | 18 Qua | 19 Qui | 20 Sex | 21 Sáb | 22 Dom | 23 Seg | 24 Ter | 25 Qua | 26 Qui | 27 Sex | 28 Sáb | 29 Dom | 30 Seg | 31 Ter | 1 Qua | 2 Qui | 3 Sex | 4 Sáb | 5 Dom | Eventos |

### Quadro de medalhas
País sede destacado.
| Ordem | País               | Medalha de ouro | Medalha de prata | Medalha de bronze |       |
| ----- | ------------------ | --------------- | ---------------- | ----------------- | ----- |
| 1     | USA Estados Unidos | 124             | 75               | 87                | 286   |
| 2     | BRA Brasil         | 66              | 73               | 66                | 205   |
| 3     | MEX México         | 52              | 38               | 52                | 142   |
| 4     | CAN Canadá         | 46              | 55               | 63                | 164   |
| 5     | CUB Cuba           | 30              | 22               | 17                | 69    |
| 6     | COL Colômbia       | 29              | 38               | 34                | 101   |
| 7     | ARG Argentina      | 17              | 25               | 33                | 75    |
| 8     | CHI Chile          | 12              | 31               | 36                | 79    |
| 9     | PER Peru           | 10              | 6                | 16                | 32    |
| 10    | VEN Venezuela      | 8               | 15               | 21                | 44    |
| TOTAL | TOTAL              | 426             | 426              | 527               | 1 379 |

### Cerimônia de abertura

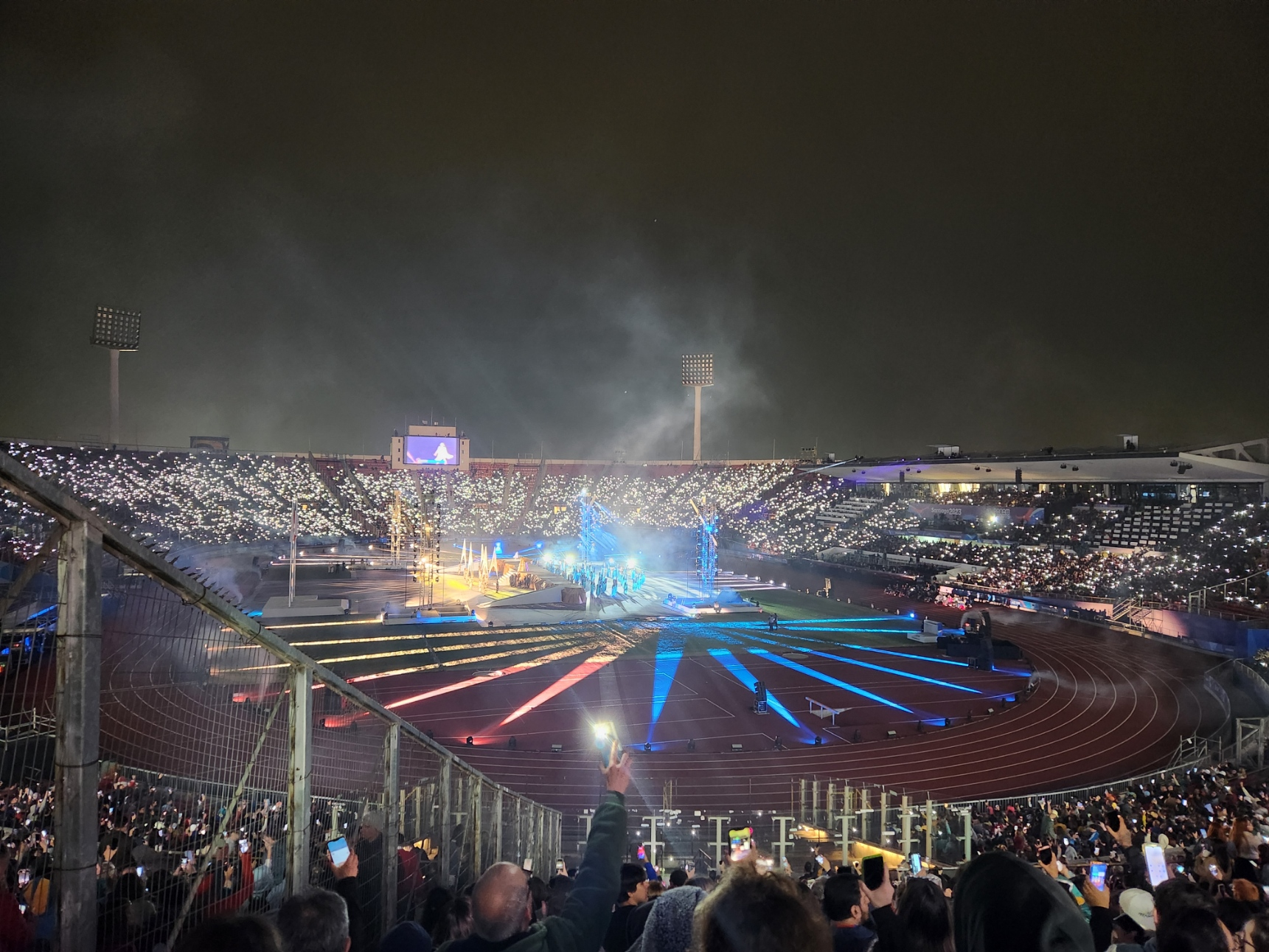
Estádio Nacional durante um dos blocos da cerimônia de abertura

Ocorreu em 20 de outubro de 2023, às 20h30min (UTC−3), no Estádio Nacional de Chile. Foram realizados também momentos protocolares como apresentação cultural, desfile de delegações, discursos de membros do Comitê Olímpico Internacional e da Panam Sports, além do acendimento da pira pan-americana. A pira pan-americana foi acesa pela medalhista de prata nos Jogos Pan-Americanos de 1951, Lucy López, e pelos campeões olímpicos Nicolás Massú e Fernando González.
Contou com as apresentações musicais das bandas Los Jaivas, da cantora franco-chilena Anita Tijoux, e do grupo Movimiento Original na parte inicial, e das bandas Los Bunkers, Los Tres, e do cantor colombiano Sebastián Yatra para encerrar a cerimônia de abertura.

### Cerimônia de encerramento
Ocorreu em 5 de novembro de 2023, às 20h30min (UTC−3), no Estádio Bicentenário de La Florida, sendo a primeira vez na história dos Jogos Pan-Americanos que a cerimônia de encerramento não aconteceu no mesmo lugar da cerimônia de abertura. A mudança de local fez parte de um acordo de divulgação para os Jogos Parapan-Americanos, uma vez que o estádio será usado para receber o torneio de futebol de 7.
Entre as apresentações musicais, tiveram os números de Inti Illimani Histórico, Pascuala Ilabaca, Joe Vasconcellos e do cantor dominicano Prince Royce, que finalizou a festa de encerramento. Seguindo o protocolo, a cerimônia foi acompanhada de apresentações culturais, desfile de bandeiras, premiação de voluntários, incluindo a simbólica premiação do mascote Fiu com a última medalha de ouro, discursos de agradecimento de membros do COI e da Panam Sports, passagem da bandeira para os representantes da próxima sede do Pan que seria a cidade de Barranquilla, contendo a apresentação de elementos da cultura colombiana, junto com o seu hino, e a extinção da pira pan-americana. No entanto, Barranquilla acabou perdendo os direitos de sediar o Pan em janeiro de 2024 devido a questões financeiras. Em 12 de março de 2024, Lima foi eleita a nova sede do Pan de 2027, oito anos depois de também sediar a competição em 2019.

### Fatos e destaques
Durante a disputa da maratona no segundo dia de competições, um cachorro invadiu a pista durante a prova masculina, chegando a correr junto com os atletas, divertindo os competidores e as pessoas aglomeradas nas calçadas.

### Controvérsias
Mesmo após as competições já terem começado, trabalhadores e voluntários dos Jogos Pan-Americanos ainda retiravam tijolos, pedaços de madeira e máquinas de construção de fora dos locais de competição. Além disso, a falta de voluntários e de sinalização nos locais de competições deixou muitos torcedores com dificuldades para encontrar o caminho até a área do Estádio Nacional. A vila dos atletas também enfrentou problemas, com alguns atletas reclamando da falta de água quente nos chuveiros e das longas filas para comer.
Durante a semifinal do handebol feminino entre Brasil e Chile, a partida acabou sendo suspensa aos 13 minutos do segundo tempo por conta da chuva que caía em Viña del Mar, subsede dos Jogos Pan-Americanos, ocasionando no surgimento de uma goteira no meio do ginásio. Por abrir uma vantagem de 20 gols no placar (30–10), as brasileiras acabaram declaradas com a vitória e classificadas para a decisão pela sétima vez consecutiva. O mau tempo na região de Valparaíso também afetou as competições do surfe e da vela, que, antes previstas para manhã de 29 de outubro, um domingo, foram remarcadas para a tarde do mesmo dia, assim como as últimas partidas do handebol feminino, que foram remanejadas em horários mais tardios, enquanto o teto do Ginásio Poliesportivo de Viña del Mar era trocado por conta das chuvas.
Na marcha atlética feminina, a organização errou a medição da distância da prova, fazendo com que doze atletas marcassem um tempo abaixo do "recorde mundial". Ao final da competição, após uma nova medição ser feita, descobriu-se que o trajeto era 3,8 quilômetros menor do que os 20 km previstos.
Diferente da competição feminina de voleibol, o torneio masculino acabou sendo disputado sem o sistema de challenger (equivalente ao VAR), dificultando o trabalho dos árbitros e dos marcadores de linhas, dando pontuações a lances polêmicos. Um dos motivos alegados pela organização é que a empresa contratada pela geração de vídeo dos desafios não era homologada pela Federação Internacional de Voleibol, além da baixa qualidade de imagens para serem usados na contestação dos pontos. A ausência foi criticada pela comissão técnica de algumas seleções como Brasil, Colômbia e República Dominicana.

## Publicidade

### Logotipo
Candidatura
O logo de candidatura ficou a cargo da empresa canadense L'Alliance Groupe, que trouxe como inspiração: o Cerro Manquehue, uma das montanhas mais altas da cidade de Santiago; a Gran Torre Santiago (Torre Costanera), o prédio mais alto do Hemisfério Sul; a flor silvestre Copihue; e o Rio Mapocho, que banha a região. Cada símbolo é representado por um bastão nas cores azul claro, azul escuro, violeta, rosa e laranja, estando todos curvados em formato de montanha. No seu topo aparece o condor, a ave nacional do Chile que sobrevoa a região e a Cordilheira dos Andes, cuja asa esquerda aparece pintada de azul escuro e a asa direita de azul claro. Após o anúncio da cidade sede, a marca ficou sendo utilizada provisoriamente, além de várias sugestões com conceitos diferentes serem apresentadas pela internet por meio das redes sociais.
Oficial
A consultoria de marketing chilena b2o foi responsável pela elaboração do logotipo oficial que foi divulgado em 17 de julho de 2019 e é baseado no número 2023, que é o objetivo de todos os envolvidos. O esporte é algo que reflete a criatividade e por isso, a geometria, os ângulos, a união, o dinamismo e todos os movimentos estão presentes na sua forma particular de expressão. As novas formas emergentes dos recintos desportivos e as conexões que nascem deles, servem para gerar os circuitos de atividade que integram a cidade de Santiago. As formas não somente geram movimentos próprios, mas também reações e uma linguagem própria e diferente representando a função do esporte, sua essência e seu espírito e a sua integração urbana. A paleta de cores é inspirada na Santiago de hoje e seu futuro como cidade, que se configura como uma cidade vibrante, moderna, divertida e multicultural que se conecta com seus habitantes e atrai seus visitantes. Pela primeira vez na história do evento, será utilizado o mesmo logotipo em ambas as versões: Pan e Parapan.

### Mascote

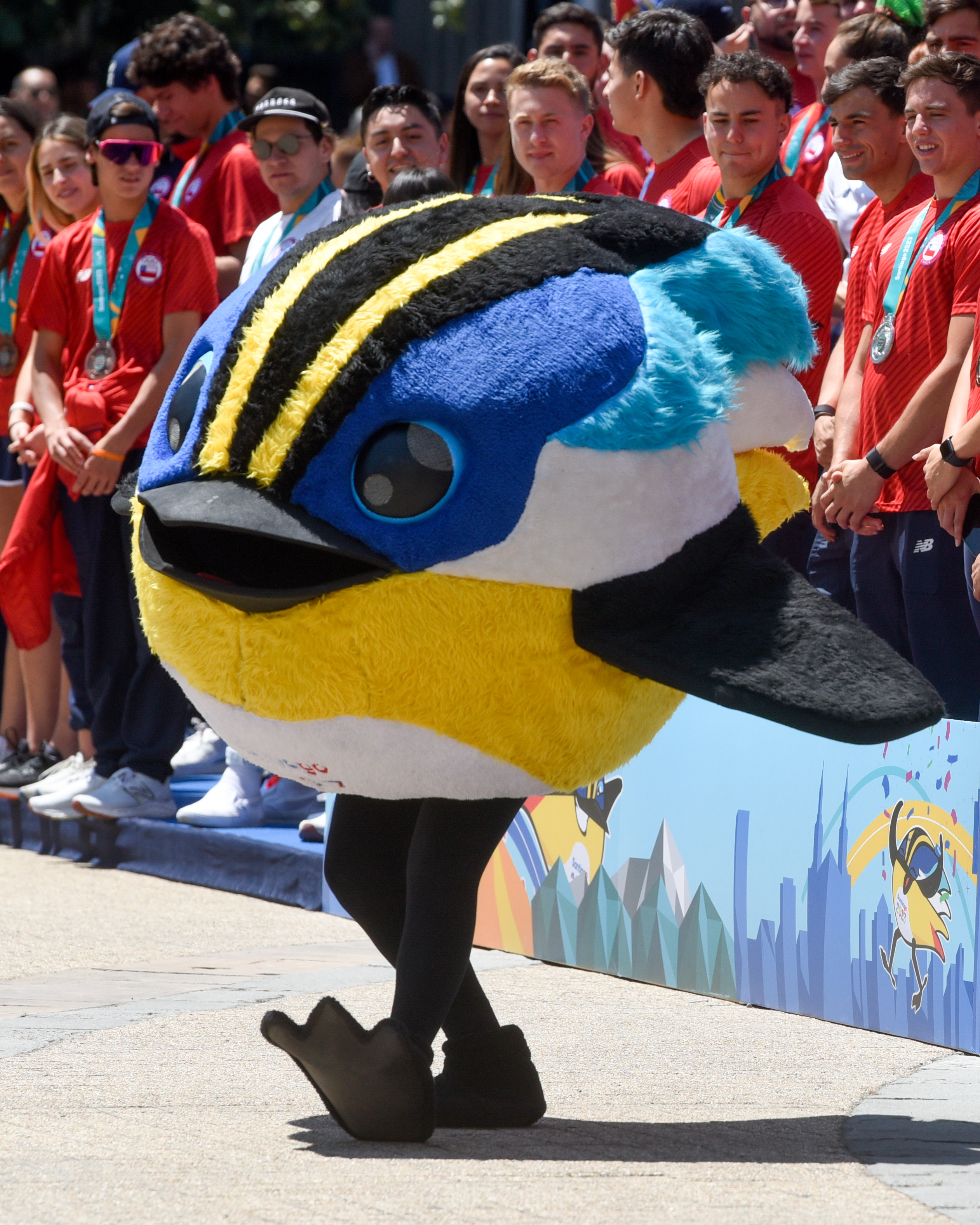
Fiu, a mascote dos Jogos

Em 31 de maio de 2021, a organização anunciou o início das licitações para a escolha dos mascotes. O concurso foi virtual e a escolha realizada por voto popular na página oficial do evento, com o resultado previsto para setembro de 2021. A votação ocorreu entre 7 e 27 de agosto, atingindo 46 mil participações, superando o recorde que pertencia a eleição do mascote de 2019. Entre os finalistas estavam: Fiu (ave de sete cores), Pewü (pinhão de uma araucaria), Chitama (lagarto corredor do Atacama), Juanchi (pinguim) e Santi (um puma alado da montanha).
Em 16 de outubro de 2021, Fiu foi escolhido como mascote oficial do Pan de Santiago.

### Slogan
O slogan foi revelado no mesmo dia que o logotipo. Inicialmente seria "Segue sua paixão" (Sigue tu pasión, em espanhol), mas em 15 de fevereiro de 2022, durante a exibição do programa Pelota Parada da TNT Sports, foi anunciado que o novo slogan seria "Sonhar, Jogar, Ganhar" (Soñar, Jugar, Gañar, em espanhol). O slogan foi anunciado com cada um dos três esportistas presentes falando uma palavra, sendo eles Luciano Letelier ("Soñar"), Juan Carlos Garrido ("Jugar") e María Fernanda Valdés ("Ganar"). Em 20 de outubro de 2022, num evento que marcou a contagem regressiva de 1 ano para os Jogos Pan-Americanos, foi anunciada mais uma mudança de slogan, passando a ser Nosso Ponto de Encontro (Nuestro Punto de Encontro, em espanhol).

### Tocha Pan-Americana
Conforme a tradição dos Jogos Pan-Americanos, a tocha foi acesa em 29 de setembro de 2023 nas ruínas de Teotihuacan, México e fez o seu revezamento até o Aeroporto Internacional da Cidade do México, em direção ao Chile, chegando no dia 30 do mesmo mês. O revezamento teve início em 3 de outubro, começando na comuna de Arica, passando pela Ilha de Páscoa e Punta Arenas. Ao todo, o revezamento vai contemplar vinte cidades chilenas até a data da cerimônia de abertura, marcada para 20 de outubro, se encerrando no Estádio Nacional.

### Direitos de transmissão
Transmissão no Brasil
Principal detentor dos Jogos Pan-Americanos no Brasil desde 2011, em 15 de dezembro de 2020, o Grupo Record anunciou a rescisão de contrato com a Panam Sports, ficando de fora das transmissões do evento pela primeira vez desde 2007. O principal motivo pelo rompimento foi a recessão econômica causada pela pandemia de COVID-19. O secretário-geral da Panam Sports, Ivar Sisniega, reconheceu que a perda da RecordTV foi um golpe financeiro para a organização, que entrou com uma ação legal no Brasil.
Sem contrato de transmissão no país, os direitos chegaram a ser oferecidos à The Walt Disney Company, que faria a cobertura através dos canais ESPN e do serviço de streaming Star+, mas as negociações não passaram das conversas iniciais. Dentre os fatores que afastou o interesse de outras emissoras ou serviços de streaming pelo Pan de Santiago, estava o preço oferecido pela organização, considerado exorbitante aos padrões atuais. Com isso, havia um risco do Brasil ficar de fora das transmissões do Pan, algo que seria até então considerado inédito desde que o evento começou a ser televisionado no país na edição de 1975. Contudo, em 24 de maio foi anunciado que o streamer Casimiro, em parceria com a produtora LiveMode e o Comitê Olímpico do Brasil (COB) adquiriram os direitos de transmissão do evento, realizando a cobertura pelos canais no YouTube e na Twitch pela CazéTV, marcando o retorno das transmissões de forma gratuita via internet, o qual só havia ocorrido no Pan de 2011, através do Portal Terra.
As negociações com as emissoras de TV aberta e por assinatura ainda seguiam emperradas ainda por conta dos altos valores exigidos pela Panam Sports pelo Pan. Para que a transmissão fosse garantida pela produtora LiveMode na CazéTV, o COB teve que autorizar a compra do evento em uma assembleia geral em 11 de julho, já que os valores do contrato foram superiores a 1 milhão de reais. O total fechado, porém, não foi divulgado por questões de confiabilidade. Em 3 de agosto, o Grupo Globo decidiu abrir mão das negociações pela transmissão em TV aberta (a última vez que a TV Globo cobriu o Pan foi em 2007) e pela TV por assinatura (onde o SporTV fazia a transmissão desde 2015) por não concordar com o valor pedido pela Panam Sports, estimado em 10 milhões de dólares, além de ter contrariado a alta cúpula pela venda dos direitos ao COB e a LiveMode em um preço abaixo do mercado. A Globo chegou a pedir uma intermediação do Comitê Olímpico Brasileiro, mas não foi atendida. Com a recusa da Globo, a Panam Sports tentou vender os jogos para o Grupo Bandeirantes de Comunicação, que chegou a demonstrar interesse, mas sem sucesso. Uma nova rodada de negociações chegou a ser realizada com a The Walt Disney Company, mas novamente sem sucesso, uma vez que o grupo não concordou em dividir os direitos de transmissão com a LiveMode (CazéTV) pelo streaming temendo uma possível falta de interesse, deixando o Pan sem transmissão por emissoras de TV aberta e por assinatura. Além do Brasil, países como Colômbia e Uruguai optaram por não transmitir o Pan pela televisão e priorizarem streamings locais.
Cobertura internacional
Em 14 de fevereiro de 2022, foi anunciado que o grupo espanhol Mediapro seria novamente o responsável pela geração de imagens do evento para o mundo, mas anunciando novidades com relação aos Jogos de 2019, sendo eles a cobertura de todas as modalidades ao vivo, totalizando 1 900 horas de cobertura, a maior da história dos Jogos Pan-Americanos e Parapan-Americanos, utilizando também a tecnologia 4G e 5G. Em 8 de setembro do mesmo, foi anunciado que a TVN seria a emissora oficial do Pan no Chile. Posteriormente, a "Corporação Santiago 2023" autorizou que os demais canais de televisão aberta do Chile se juntassem a TVN para transmitir tanto os Jogos, podendo oferecer ofertas e até superar o valor oferecido pela televisão estatal. Em 16 de fevereiro de 2023, foi confirmado que o Canal 13 chileno também transmitiria os Jogos Pan-Americanos. Nos meses seguintes, a estação Chilevisión também adquiriu os direitos de transmissão do Pan, assim como a emissora da Universidade do Chile, UChile TV, sendo o quarto canal a transmitir o evento na TV aberta. Pela TV por assinatura do Chile, a cobertura fica a cargo dos canais CDO e TNT Sports, com a primeira sendo a emissora oficial na TV fechada e a segunda através de um sublicenciamento com o Canal 13. Pelo streaming, as transmissões ficam a cargo da versão chilena da Pluto TV e do Zapping Sports.
Em 27 de julho de 2023, a Panam Sports anunciou a transmissão dos Jogos pela "PanAm Sports Channel", o streaming gratuito da entidade, sendo a primeira vez que o evento será transmitido integralmente via internet para o mundo todo. Estão previstos oito canais com cobertura esportiva ao vivo, além da exibição de entrevistas e programas especiais. Tal estratégia já foi utilizada nos Jogos Pan-Americanos Júnior de 2021 e na edição adulta de 2019, onde apenas a final do handebol masculino foi transmitida ao vivo na internet. Além da PanAm Sports Channel, eventos como boxe e hipismo também tiveram transmissão simultânea pelo Olympic Channel, além de uma parceria com a marca de energéticos Red Bull nas transmissões do breaking para Argentina, Brasil, Colômbia e México, usando o serviço "Red Bull TV", e a FEI.tv nas transmissões do hipismo.
Mundo
| Transmissão            | Nota                                      | Ref    |
| ---------------------- | ----------------------------------------- | ------ |
| PanAm Sports Channel   | Todas as modalidades ao vivo e cerimônias | [ 93 ] |
| Olympic Channel        | Apenas os eventos do boxe e hipismo       | [ 83 ] |
| FEI.tv                 | Apenas os eventos do hipismo              | [ 83 ] |
| Viasat (apenas Europa) | Todas as modalidades ao vivo e cerimônias | [ 83 ] |
| Highlights App         | Melhores momentos                         | [ 83 ] |
| SportX                 | Melhores momentos                         | [ 83 ] |

América do Sul
| País              | Transmissão                                           | Nota | Ref                  |
| ----------------- | ----------------------------------------------------- | --- | -------------------- |
| Chile (Anfitrião) | TVN, Canal 13, Chilevisión, UChile TV, CDO e Pluto TV | Eventos selecionados ao vivo (incluindo todos aqueles que envolverem atletas chilenos) e as cerimônias     | [ 92 ] [ 89 ] [ 94 ] |
| Chile (Anfitrião) | Zapping Sports, TNT Sports e DSports (sinal chileno)  | Todas as modalidades ao vivo e cerimônias                                                                  | [ 92 ] [ 89 ] [ 94 ] |
| Chile (Anfitrião) | Mediapro                                              | Host Broadcaster                                                                                           | [ 84 ]               |
| Argentina         | TyC Sports, DGO Argentina e Telecentro Play           | Eventos selecionados ao vivo (incluindo todos aqueles que envolverem atletas argentinos) e as cerimônias   | [ 95 ] [ 96 ]        |
| Argentina         | Red Bull TV                                           | Apenas os eventos do breaking                                                                              | [ 83 ]               |
| Brasil            | CazéTV e Canal Olímpico do Brasil                     | Eventos selecionados ao vivo (incluindo todos aqueles que envolverem atletas brasileiros) e as cerimônias  | [ 78 ]               |
| Brasil            | Red Bull TV                                           | Apenas os eventos do breaking                                                                              | [ 83 ]               |
| Colômbia          | Win Sports                                            | Eventos selecionados ao vivo (incluindo todos aqueles que envolverem atletas colombianos) e as cerimônias  | [ 83 ]               |
| Colômbia          | Red Bull TV                                           | Apenas os eventos do breaking                                                                              | [ 83 ]               |
| Equador           | Teleamazonas                                          | Eventos selecionados ao vivo (incluindo todos aqueles que envolverem atletas equatorianos) e as cerimônias | [ 83 ]               |
| Peru              | TV Perú                                               | Eventos selecionados ao vivo (incluindo todos aqueles que envolverem atletas peruanos) e as cerimônias     | [ 83 ]               |
| Uruguai           | Antel (aplicativo via streaming)                      | Eventos selecionados ao vivo (incluindo todos aqueles que envolverem atletas uruguaios) e as cerimônias    | [ 83 ]               |
| Venezuela         | TVes                                                  | Eventos selecionados ao vivo (incluindo todos aqueles que envolverem atletas venezuelanos) e as cerimônias | [ 83 ]               |

América do Norte/Central e Caribe
| País                 | Transmissão                      | Nota | Ref    |
| -------------------- | -------------------------------- | --- | ------ |
| Canadá               | CBC                              | Eventos selecionados ao vivo (incluindo todos aqueles que envolverem atletas canadenses) e as cerimônias      | [ 83 ] |
| Costa Rica           | Canal 36                         | Apenas os eventos do futebol feminino                                                                         | [ 83 ] |
| Cuba                 | Tele Rebelde                     | Eventos selecionados ao vivo (incluindo todos aqueles que envolverem atletas cubanos) e as cerimônias         | [ 95 ] |
| El Salvador          | Claro Sports                     | Todas as modalidades ao vivo e cerimônias                                                                     | [ 96 ] |
| Estados Unidos       | Fubo TV                          | Eventos selecionados ao vivo (incluindo todos aqueles que envolverem atletas estadunidenses) e as cerimônias  | [ 96 ] |
| Honduras             | Claro Sports                     | Todas as modalidades ao vivo e cerimônias                                                                     | [ 96 ] |
| México               | Claro Sports                     | Todas as modalidades ao vivo e cerimônias                                                                     | [ 96 ] |
| México               | Red Bull TV                      | Apenas os eventos do breaking                                                                                 | [ 83 ] |
| Nicarágua            | Claro Sports                     | Todas as modalidades ao vivo e cerimônias                                                                     | [ 96 ] |
| Panamá               | Cable Onda Sports                | Apenas os eventos do beisebol                                                                                 | [ 83 ] |
| Porto Rico           | Telemundo (sinal porto-riquenho) | Eventos selecionados ao vivo (incluindo todos aqueles que envolverem atletas porto-riquenhos) e as cerimônias | [ 83 ] |
| República Dominicana | RTVD                             | Eventos selecionados ao vivo (incluindo todos aqueles que envolverem atletas dominicanos) e as cerimônias     | [ 97 ] |